# Пла-де-Мальорка
Пла-де-Мальорка (исп. Pla de Mallorca)  — район (комарка) в Испании, входит в провинцию Балеарские острова.

## Муниципалитеты
1. Альгайда
2. Ариань
3. Костич
4. Льорет-де-Виста-Алегре
5. Льюби
6. Мария-де-ла-Салуд
7. Монтуири
8. Муро
9. Петра
10. Поррерас
11. Сан-Хуан
12. Санта-Эухения
13. Санта-Маргарита
14. Сансельяс
15. Синеу
16. Вильяфранка-де-Бонани